# Kepundung
Kepundung is een bestuurslaag in het regentschap Batang van de provincie Midden-Java, Indonesië. Kepundung telt 1108 inwoners (volkstelling 2010).